# 捷克斯洛伐克第一军团

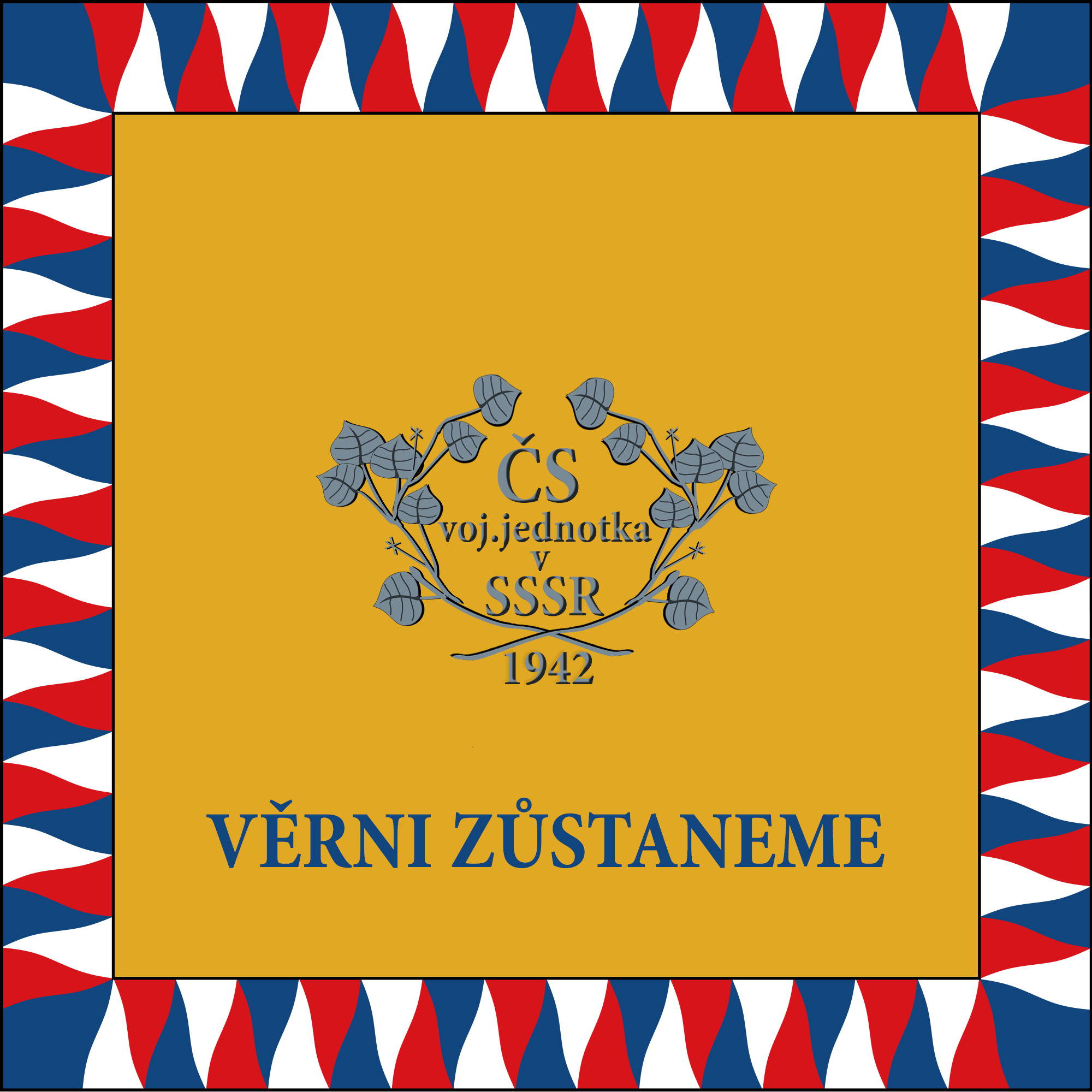
捷克斯洛伐克第一軍團旗幟

捷克斯洛伐克第一军团是捷克斯洛伐克被納粹德國吞併（德国占领捷克斯洛伐克）後捷克斯洛伐克流亡者組建的一个军事组织，在第二次世界大战期间，该组织在苏德战争戰場与苏联红军一起與德意志國防軍作战。 